# Slaget ved Korupedion
Slaget ved Korupedion i 281 f.Kr. er det sidste slag mellem to af Alexander den Stores officerer, og netop dette slag afslutter den såkaldte diadoch-periode.
Slaget fandt sted i det vestlige Lilleasien, og de to kæmpende var de firsårige diadocher Lysimachos og Seleukos 1.. Meget lidt vides om slagets gang, dog ved vi at Seleukos kom ud af slaget som sejrherre. Lysimachos faldt på slagmarken, og hans imperium stod nu åbent til Seleukos.
Seleukos myrdes dog efterfølgende af Ptolemaios 1. Soters søn Ptolemaios Keraunos.
Ifølge overleveringen bevogtede Lysimachos' trofaste hund sin herres lig og valgte endda til sidst at kaste sig ind på ligbålet.